# Sophie Moone
Sophie Moone (Budapest, 24 de diciembre de 1981) es una actriz pornográfica y modelo húngara retirada. Fue nominada a los Premios AVN en 2004 por su papel en la película titulada The Girls of Desire. Fue la ganadora del premio Viv Thomas a la mejor intérprete lésbica en 2007.

## Primeros años
Renáta Somossy nació en Budapest, Hungría. Empezó su carrera como modelo a los 13 años de edad donde obtuvo algunos roles en comerciales de televisión y modelaje para catálogos de vestuario. Al cumplir los 18 años empezó a realizar sesiones fotográficas de contenido erótico, y un año más tarde a la edad de 19 años comenzó su carrera en el cine pornográfico bajo el nombre artístico de Sophie.

## Carrera
Su debut en el cine para adultos se produjo en 2001. Algunas de las primeras películas de su carrera eran del género hardcore, la mayoría de estas fueron producidas por los estudios pornográficos DDF Productions y Silverstone, en donde realizaba prácticas sexuales como el sexo anal y la doble penetración. En el transcurso de su carrera, Sophie trabajó para algunos de los directores y productores europeos más prominentes del cine pornográfico, como Andrew Youngman, Denys Defrancesco y Viv Thomas. Sophie también apareció en las producciones de reconocidas compañías pornográficas como 21Sextury, ALS Scan, DDFNetwork, Twistys y VivThomas, en donde se elaboró gran parte de su trabajo.
La mayoría de las películas y escenas que realizó Sophie Moone son del género lésbico y softcore. Entre sus compañeras de trabajo favoritas se encontraban Eve Angel, Sandra Shine y Sandy. Moone realizó escenas lésbicas bastantes explícitas en contenido visual, como la introducción de sus manos u objetos en las vaginas de sus compañeras. En 2006, la marca de ropa francesa Shaï presentó a Sophie Moone junto a la actriz porno Zafira en un videoclip pornográfico como parte del catálogo de ropa integrado, en donde tienen relaciones sexuales para la campaña publicitaria en línea.
En enero de 2006, Sophie Moone lanzó su sitio web oficial, y en enero de 2009, Moone anuncia por medio de su blog a todos sus fanáticos su retiro del mundo del entretenimiento para adultos después de casi 10 años de trabajo en la industria pornográfica, motivada por la idea de iniciar su propio negocio. Un año más tarde, en febrero de 2010, Sophie Moone anuncia nuevamente por medio de su blog su retorno a la industria pornográfica después de charlas en la oficina de la compañía 21Sextury, para el relanzamiento de su sitio web y su regreso como modelo con nuevas actualizaciones para el sitio. Inmediatamente realiza escenas para los sitios web de 21Sextury, como ClubSandy, NudeFightClub, PixAndVideo, entre otros; y para otras compañías fílmicas pornográficas.
En 2010, Sophie respondió a algunas de las preguntas planteadas por sus fanáticos en el video titulado "The Return Interview" de 21Sextury, allí habló acerca de su regreso al porno y su familia, menciona que está casada, pero no da detalles sobre su relación. Entre la filmografía de Sophie Moone se destacan títulos como My Dear Sophie de 21Sextury, Precious Pink 4 de Hustler, Pick Up Lines 82 de Silverstone, The Girls of Desire de Private, Sophie's Wet Dreams de VivThomas y Sex with Sophie Moone de VivThomas. En 2013 la actriz húngara se retira por completo de la industria para adultos.

## Filmografía
| Título                                  | Año  | Acreditada   | Estudio         | Director(es)                                |
| --------------------------------------- | ---- | ------------ | --------------- | ------------------------------------------- |
| Pick Up Lines 73                        | 2002 | Sophie       | Silverstone     | Tom Stone                                   |
| Precious Pink 4 – Body Business         | 2002 | —            | Hustler Video   | Patrick Handsome                            |
| Pleasures of the Flesh                  | 2003 | Sophie       | DDF Productions | Denys Defrancesco                           |
| Private Reality 14: The Girls of Desire | 2003 | Sophie Moone | Private         | Andrew Youngman, John Walton                |
| The Video Adventures of Peeping Tom 37  | 2003 | Sophie       | Silverstone     | Tom Stone                                   |
| Hot Legs and Feet                       | 2004 | Sophie Moone | DDF Productions | Stephen Simak, Tony Vidson, Virgil Startman |
| Pick Up Lines 82                        | 2004 | Sophie Moone | Silverstone     | Tom Stone                                   |
| Pick Up Lines 86                        | 2004 | Sophie Moone | Silverstone     | Tom Stone                                   |

## Premios y nominaciones
| Año  | Premio             | Resultado | Categoría                                         | Película              |
| ---- | ------------------ | --------- | ------------------------------------------------- | --------------------- |
| 2004 | Premios AVN        | Nominada  | Mejor escena de sexo en una producción extranjera | The Girls of Desire   |
| 2007 | Premios Viv Thomas | Nominada  | Nena del año                                      | —                     |
| 2007 | Premios Viv Thomas | Ganadora  | Mejor intérprete lésbica                          | —                     |
| 2007 | Premios Viv Thomas | Ganadora  | Mejor escena lésbica                              | Sex with Sophie Moone |
| 2012 | Premios XBIZ       | Nominada  | Artista femenina extranjera del año               | —                     |
| 2014 | Miss FreeOnes      | Nominada  | Mejor MILF                                        | —                     |
| 2014 | Miss FreeOnes      | Nominada  | Miss FreeOnes                                     | —                     |